# Odăieni, Brăila
Odăieni este un sat în comuna Ciocile din județul Brăila, Muntenia, România.